# Andrew Howe
Andrew Howe (ur. 12 maja 1985 w Los Angeles) – włoski lekkoatleta, skoczek w dal i sprinter.
Howe pierwszy udany start na międzynarodowej imprezie zanotował w 2001, kiedy to zdobył brązowy medal w skoku w dal na Mistrzostwach Świata Juniorów Młodszych w Lekkoatletyce rozegranych w węgierskim Debreczynie. We włoskim Grosseto (2004) zdobył dwa tytuły mistrzostw świata juniorów w biegu na 200 m i w skoku w dal. W gronie seniorów największe osiągnięcia odnosi w skoku w dal. W 2007 w Osace został wicemistrzem świata. Podczas halowych mistrzostw świata w 2006 zdobył brązowy medal w tej konkurencji, a na mistrzostwach Europy tego samego roku zdobył złoty medal. Zwyciężył w Halowych Mistrzostwach Europy w 2007 w Birmingham. W 2006 wygrał Superligę Pucharu Europy oraz zajął 2. miejsce w pucharze świata w lekkoatletyce. W 2007 wygrał Światowy Finał IAAF w Stuttgarcie. W tym samym roku został wybrany Wschodzącą Gwiazdą Europejskiej Lekkoatletyki w plebiscycie organizowanym przez European Athletic Association. Kontuzja uniemożliwiła mu występ na mistrzostwach świata w koreańskim Taegu.
Dwa razy reprezentował swój kraj na igrzyskach olimpijskich. W ramach igrzysk w Atenach startował w konkurencji biegu na 200 m, na igrzyskach w Pekinie zaś wystąpił w konkurencji skoku w dal – w obu startach nie wywalczył krążka.

## Rekordy życiowe
- bieg na 100 metrów – 10,27 (2006) / 10,24w (2004)
- bieg na 200 metrów – 20,28 (2004)
- bieg na 400 metrów – 45,70 (2011)[2]
- bieg na 110 metrów przez płotki (91,4 cm) – 13,59 (2002)
- Skok wzwyż – 2,06 (2000)
- Skok w dal – 8,47 (2007); rekord Włoch
- Trójskok – 16,27 (2002)
- Skok w dal (hala) – 8,30 (2007); były rekord Włoch